# パウラ・レイトン
パウラ・レイトン・アロネス（Paula Leitón Arrones、2000年4月27日 - ）は、スペイン・カタルーニャ州バルセロナ県タラサ出身の女子水球選手。水球女子スペイン代表。

## 経歴
2000年にスペインのカタルーニャ州バルセロナ県タラサに生まれた。
2016年のFINA女子世界ユース水球競技選手権大会では銀メダルを獲得した。2016年にブラジルのリオデジャネイロで開催されたリオデジャネイロオリンピックでは5位となった。大会開幕時点では16歳3か月であり、スペイン代表の最年少出場記録を更新した。
2017年にハンガリーのブダペストで開催された世界選手権では銀メダルを獲得した。2019年に韓国の光州市で開催された世界選手権では銀メダルを獲得した。2021年に日本の東京都で開催された東京オリンピックでは銀メダルを獲得した。
2023年に日本の福岡市で開催された世界選手権では銀メダルを獲得した。2024年にアラブ首長国連邦のドーハで開催された世界選手権では銅メダルを獲得した。2024年にフランスのパリで開催されたパリオリンピックでは金メダルを獲得した。